# Смоленская (станция метро, Филёвская линия)
«Смоле́нская» — станция Филёвской линии Московского метрополитена. Расположена на линии между станциями «Арбатская» и «Киевская». Между «Смоленской» и «Киевской» находится Смоленский метромост.

## История
Была открыта 15 мая 1935 года в составе участка первой очереди из 13 станций «Сокольники» — «Парк культуры» с вилочным ответвлением «Охотный Ряд» — «Смоленская».
С 1953 по 1958 год участок мелкого заложения «Калининская» — «Киевская» был закрыт. Станция использовалась под склад.
В 1991 году предлагалось изменить название станции на «Новинскую» во избежание путаницы между двумя не связанными между собою станциями.

## Вестибюли и пересадки
По первоначальному проекту станция имела два вестибюля: западный, который находился на внешней стороне Садового кольца; и восточный — посередине Садового кольца. Западный вестибюль соединялся с мостиком над путями в западной стороне станции. Восточный вестибюль через подходной коридор вёл к подземной галерее, которая проходила под землёй параллельно станции. Подземная галерея заканчивалась выходами к мостикам над путями, расположенными в западной и восточной сторонах станции
Восточный вестибюль, построенный по проекту С. Г. Андриевского, располагался посередине Садового кольца, что было связано с существовавшими с 1920-х годов планами пробивки дублёра Арбата по направлению Карманицкого переулка, в случае реализации которых вестибюль оказался бы на площади, образуемой пересечением Садового кольца и дублёра. Однако вскоре от этих планов отказались, а вестибюль разобрали при расширении Садового кольца через два года после открытия станции. Выходы с подземной галереи на станцию были замурованы, вместо них сделали выходы на поверхность. Галерея стала подземным переходом под улицей, при этом самым первым не только в Москве, но и в России. Подходной коридор от бывшего восточного вестибюля до подземной галереи сохранился. Сам подходной коридор скрыт за железной дверью, и теперь там служебные помещения.
Сейчас на станции один вестибюль (западный), встроенный в здание на внешней стороне Садового кольца. Современный вестибюль был встроен в жилой дом работников НКВД в середине 1950-х годов, заменив первоначальный, выполненный в виде отдельного здания. Мостик над путями в восточной стороне станции к прежнему выходу сохранился. Однако лестница, ведущая на мостик, упирается в закрытую дверь, за которой находятся служебные помещения станции.

## Наземный общественный транспорт
На этой станции можно пересесть на следующие маршруты городского пассажирского транспорта:
- Автобусы: 220, 239, 379, с910, Б

## Техническая характеристика
Конструкция станции — колонная мелкого заложения. Сооружена по типовому проекту из монолитного бетона и железобетона.

## Оформление
Колонны отделаны серым мрамором, пол отделан розовым гранитом. Путевые стены облицованы бежевой шестиугольной метлахской плиткой вверху и серой четырёхугольной внизу. Архитекторы: С. Г. Андриевский, Т. Н. Макарычев, Н. Д. Колли.

## Перспектива
Ранее планировалась организация пересадки на проектируемую станцию «Плющиха» Калининско-Солнцевской линии, но затем от неё отказались. Новая станция будет иметь пересадку только на станцию «Смоленская» Арбатско-Покровской линии.
Прямой пересадки между ныне существующими станциями Арбатско-Покровской и Филёвской линий, расположенными друг к другу практически вплотную, видимо, также не будет, так как в этом нет необходимости — две линии имеют уже две пересадки между собой и общую станцию — «Кунцевскую».

## Путевое развитие
В 1935—1937 годах станция была конечной. Для оборота существовал пошёрстный съезд со стороны «Арбатской». Поезда прибывали только на первый путь и с него же уезжали обратно. В дальнейшем съезд был разобран.

## Станция в цифрах
Пассажиропоток 14 450 человек в сутки (исследование 2002 года). Глубина заложения — 9,2 метра. Пикет ПК19+60,35.
- Таблица времени прохождения первого поезда через станцию[8]:

| По чётным числам              | Будние дни | Выходные дни |
| По нечётным числам            | Будние дни | Выходные дни |
| В сторону станции «Арбатская» | 05:48:00   | 05:49:00     |
| В сторону станции «Арбатская» | 05:43:00   | 05:44:00     |
| В сторону станции «Киевская»  | 05:48:00   | 05:49:00     |
| В сторону станции «Киевская»  | 05:46:00   | 05:47:00     |

## Интересные факты
В Московском метрополитене существует всего две пары станций с одинаковыми названиями, не соединённых переходами: Смоленская (Филёвской и Арбатско-Покровской линий) и Арбатская (Филёвской и Арбатско-Покровской линий). Это связано с тем, что после повреждения тоннеля Филёвской линии в результате попадания бомбы во время Великой Отечественной войны было принято решение построить дублирующий участок Арбатско-Покровской линии глубокого заложения.

## Особенности проекта станции
Основная часть Филёвской линии (наземный участок от «Киевской» до «Кунцевской» и вилочное ответвление от «Киевской» до «Москва-Сити») построена с расчётом на 6-вагонные составы, однако Сокольническая линия (после открытия до 1950-х годов называвшаяся «Кировским диаметром»), в состав первой очереди которой входила станция «Смоленская» (она была конечной на ответвлении), изначально построена с расчётом на 8 вагонов, ввиду чего «Смоленская» способна принимать максимальное по Московскому метрополитену их количество, помимо «основного».

## Галерея

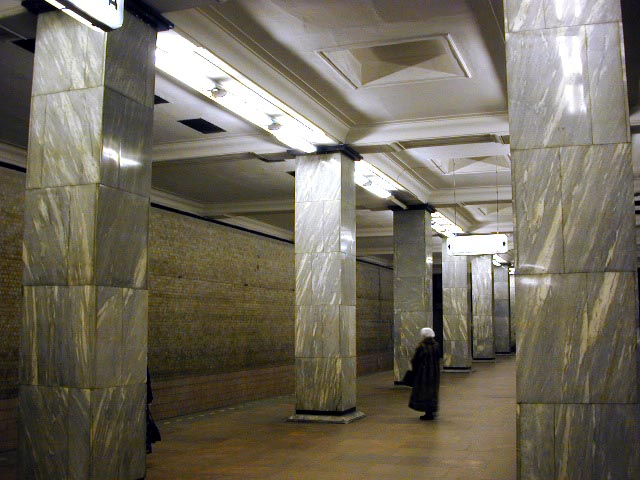
Посадочная платформа
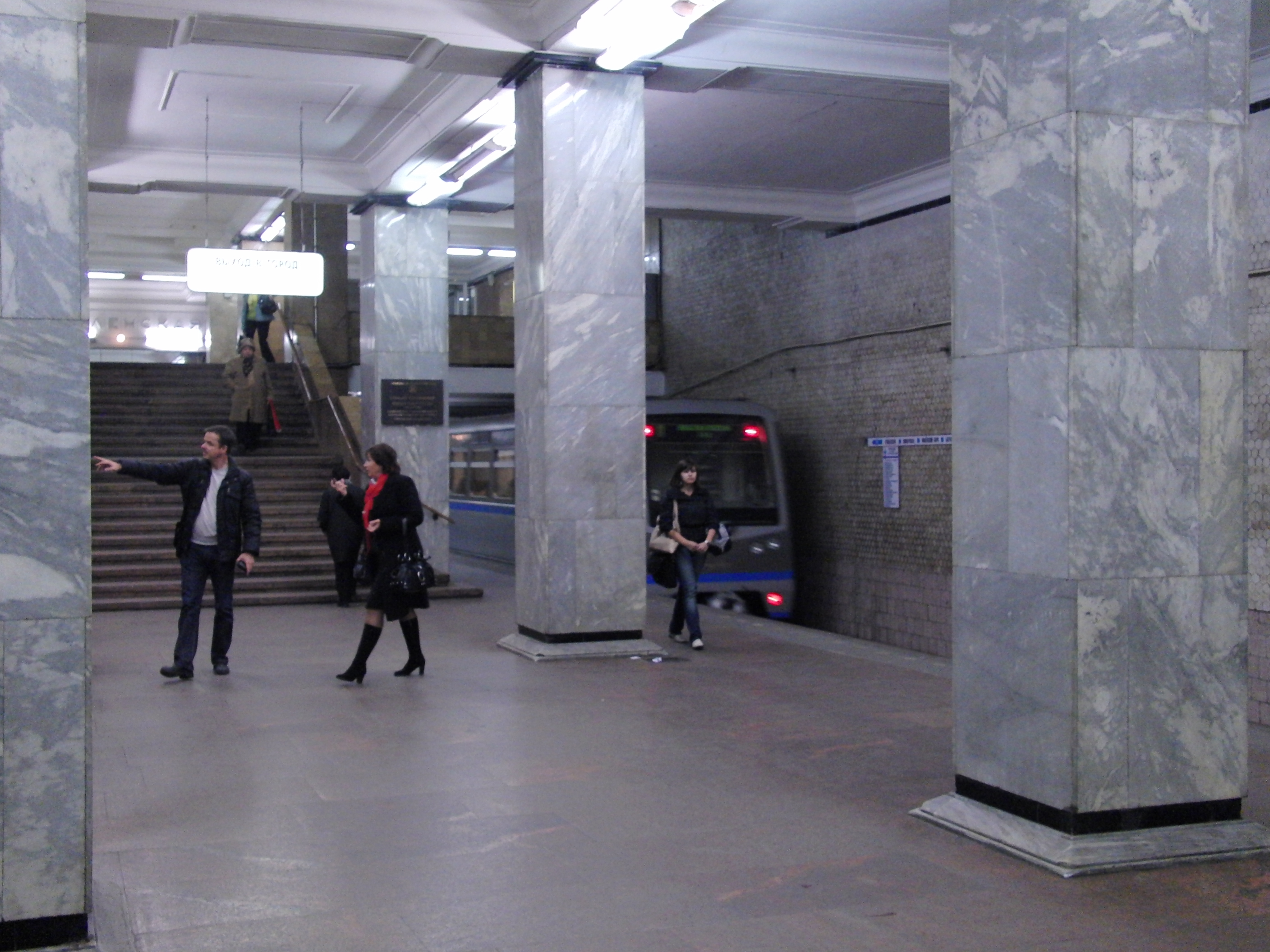
Выход в город
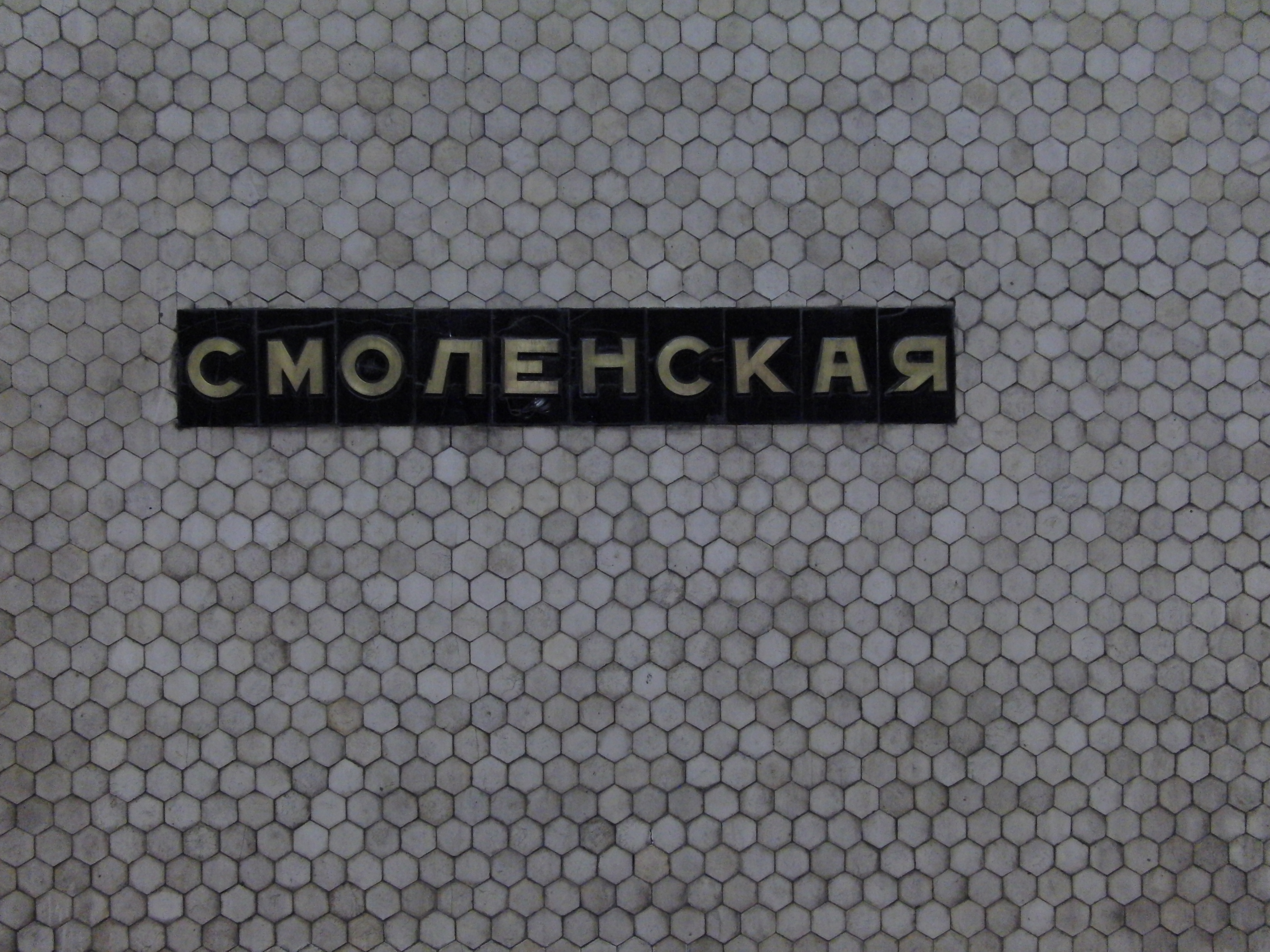
Табличка с названием станции на путевой стене
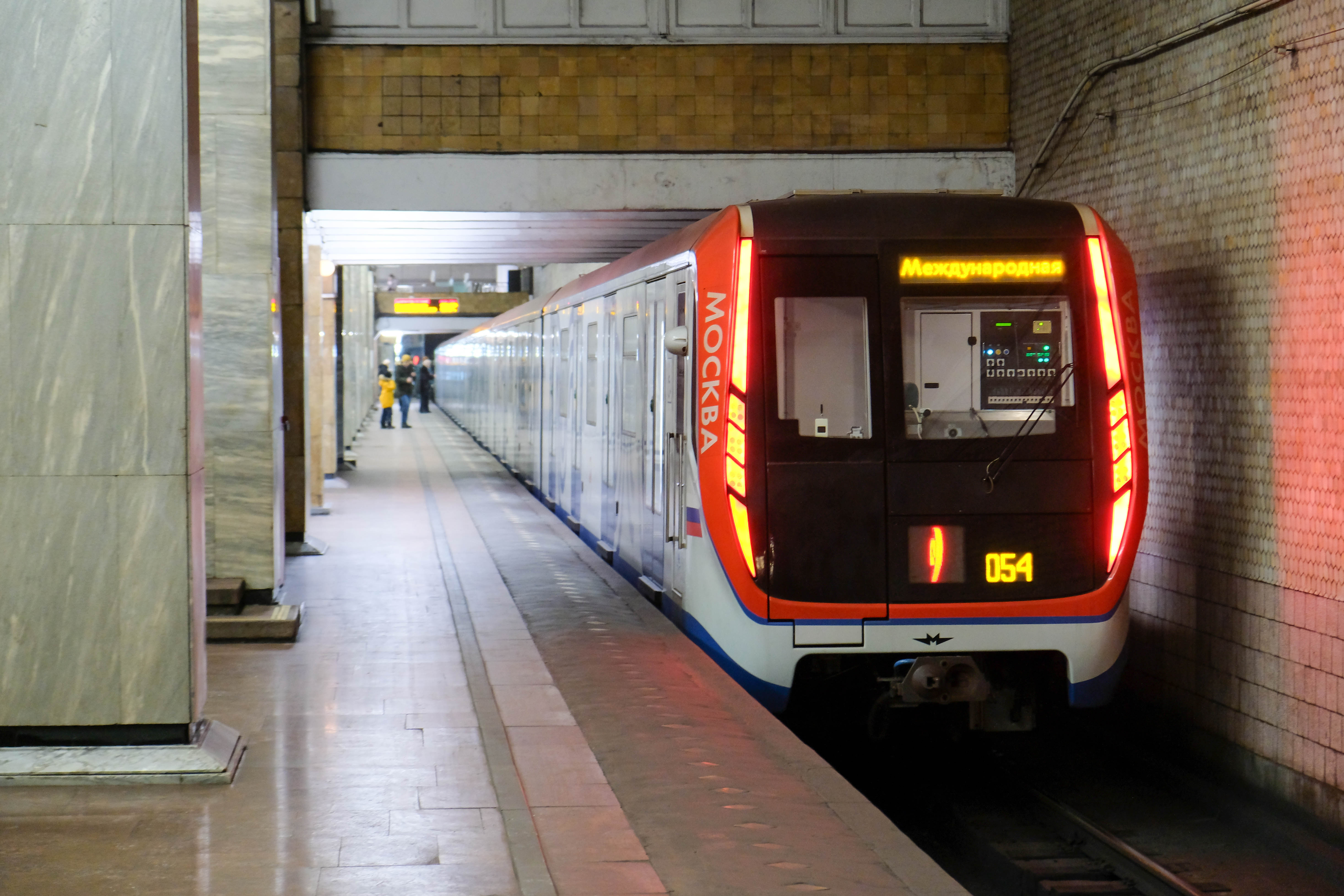
Поезд на станции